# Paul Kennedy
Paul M. Kennedy (ur. 17 czerwca 1945 w Wallsend) – brytyjski historyk i pisarz, wykładowca Uniwersytetu Yale.

## Życiorys
Ukończył Szkołę Świętego Cuthberta w Newcastle oraz Uniwersytet w Newcastle, z wyróżnieniem za naukę historii. Obronił pracę doktorską w Kolegium Świętego Antoniego w Oksfordzie. W latach 1970–1983 uczył historii w Uniwersytecie Wschodniej Anglii. Od 2007 jest profesorem nauk rzymskich i spraw międzynarodowych w Londyńskiej Szkole Ekonomii. Jest członkiem Royal Historical Society.
Poza obowiązkami nauczycielskimi zajmuje się również pisaniem. Jego najsłynniejsza książka, The Rise and Fall of the Great Powers, została wydana w 23 językach świata. W 2005 został odznaczony Medalem Cairda, przez National Maritime Museum, za zasługi na polu nauk historycznych.

## Książki
- The Parliament of Man: The Past, Present, and Future of the United Nations (2006)
- From War to Peace: Altered Strategic Landscapes in the Twentieth Century (2000)
- Preparing for the Twenty-first Century (1993)
- Grand Strategies in War and Peace (red.) (1991)
- The Realities Behind Diplomacy (1981)
- The Rise of the Anglo-German Antagonism, 1860–1914 (1988)
- The Rise and Fall of the Great Powers: Economic Change and Military Conflict from 1500 to 2000 (1987)
- The Rise and Fall of British Naval Mastery (1986)
- Strategy and Diplomacy 1870–1945 (1983)

## Polskie wydania
- Mocarstwa świata. Narodziny, rozkwit, upadek. Przemiany gospodarcze i konflikty zbrojne w latach 1500–2000, Książka i Wiedza, 1994, ISBN 83-05-12641-2
- Architekci zwycięstwa. Jak inżynierowie wygrali drugą wojnę światową, 2015